# Borriol
Borriol település Spanyolországban, Castellón tartományban. Borriol Sant Joan de Moró, Vilafamés, La Pobla Tornesa, Benicàssim, L'Alcora és Castellón de la Plana községekkel határos. Lakosainak száma 5945 fő (2024).

## Népesség
A település népessége az elmúlt években az alábbi módon változott:
| Lakosok száma | 3743 | 4195 | 4478 | 5025 | 5180 | 5209 | 5187 | 5360 | 5552 | 5945 |
|               | 2001 | 2004 | 2006 | 2009 | 2011 | 2014 | 2016 | 2019 | 2021 | 2024 |